# Andrew Neil Hamilton
Andrew Neil Hamilton (ur. 28 maja 1954 w Fulham) – brytyjski aktor i scenarzysta komediowy, gospodarz teleturniejów, aktor radiowy.

## Życiorys
Hamilton urodził się w Fulham, w południowo-zachodniej części Londynu. Pomimo swojego bardzo niskiego wzrostu nie jest karłem. Uczęszczał do liceum ogólnokształcącego, potem do Downing College w Cambridge, gdzie był członkiem stowarzyszenia Cambridge University Light Entertainment Society (CULES).

## Kariera
Po raz pierwszy został zauważony podczas swojego występu na festiwalu Edinburgh Festival Fringe.